# Campanula paradoxa
Campanula paradoxa là loài thực vật có hoa trong họ Hoa chuông. Loài này được Kolak. mô tả khoa học đầu tiên năm 1976.